# Stadtarchiv Solingen

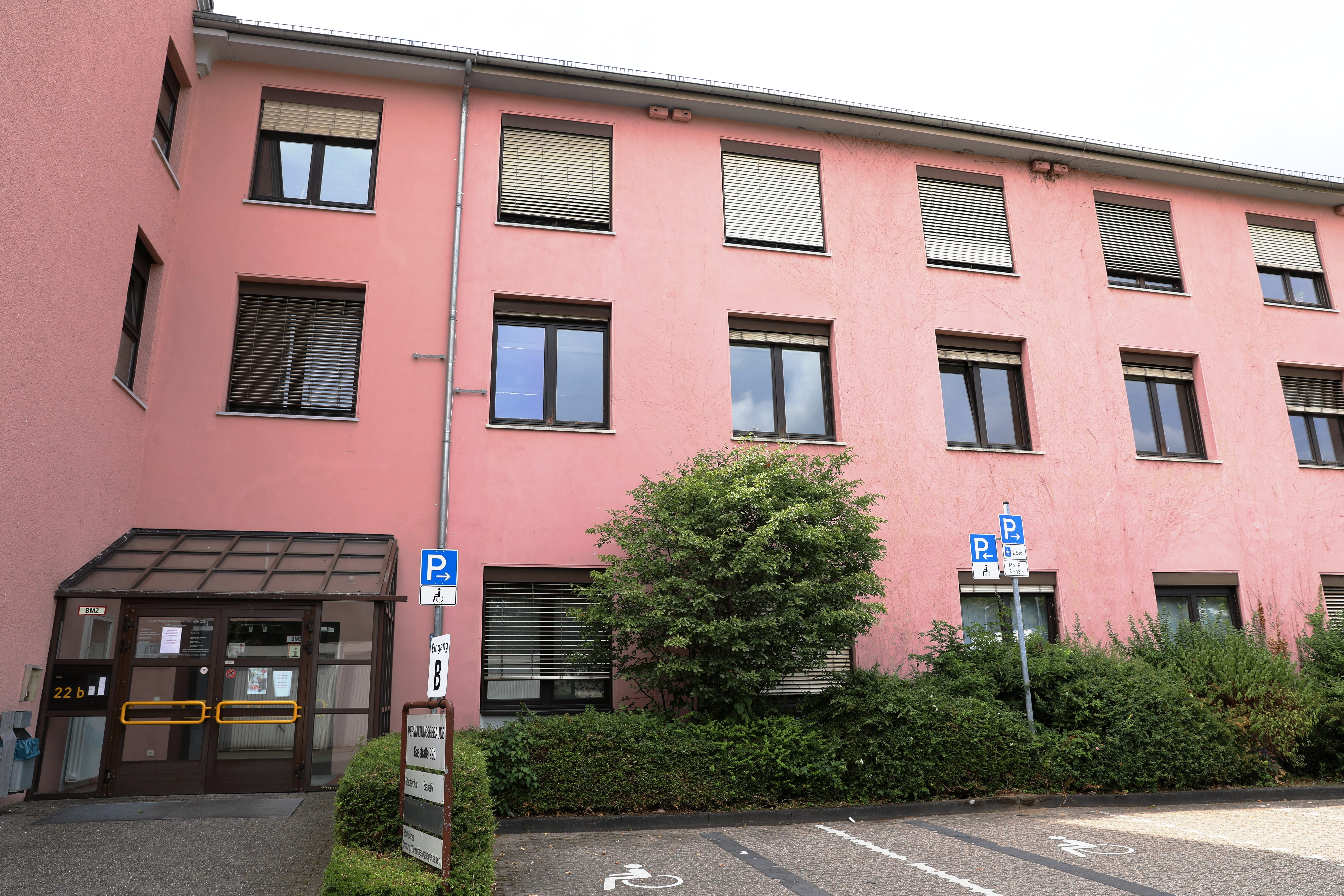
Das Stadtarchiv in Solingen an der Gasstraße

Das Stadtarchiv Solingen wurde 1926 begründet. Nachdem es sich von 1940 bis 1987 im ehemaligen Kloster Gräfrath (heute Standort des Deutschen Klingenmuseums) befand, ist es seither im ehemaligen Betriebsgebäude der Stadtwerke in Solingen im Stadtteil Höhscheid untergebracht.

## Geschichte
Seit der Verleihung der Stadtrechte an die Stadt Solingen im Jahr 1374 lagerten die wichtigsten Dokumente der Stadt in der „Schöffenkiste“, zu der nur Schöffen die Schlüssel hatten. Durch die politische Neuordnung unter Napoleon zu Beginn des 19. Jahrhunderts verloren die stadtrechtlichen Unterlagen – Akten und Urkunden – ihre offizielle Bedeutung. Ein Teil wurde entsorgt, andere Bestände auf dem Speicher oder im Keller des Solinger Rathauses ungeordnet gelagert. Die 1904 gegründete Fachschule für die Solinger Stahlwaren-Industrie, die an der Pflege der Tradition der Schneidwarenindustrie interessiert war und wo mehr Verständnis für das historische Erbe der Stadt herrschte, nahm die Unterlagen schließlich in ihre Räume auf. 1909 erhielt der Privatgelehrte Henrich Kelleter (1853–1928) den Auftrag, die Dokumente zu sortieren und zu inventarisieren.
Ab 1926 wurden die historischen Dokumente in der im selben Jahr eröffneten Stadtbücherei untergebracht. Georg Kemp (1891–1928) wurde erster hauptamtlicher Leiter der Bibliothek und sollte mit dem Aufbau eines Archivs beginnen, verunglückte allerdings 1928 auf einem Bergausflug tödlich. Durch den Zusammenschluss von Solingen mit Gräfrath, Höhscheid, Ohligs und Wald im Jahre 1929 wuchs die Zahl der zu verwaltenden Dokumente an, gleichzeitig beendete die Weltwirtschaftskrise einen weiteren Ausbau aufgrund fehlender Gelder.
1937 beschloss der Rat der Stadt, einen hauptamtlichen Stadtarchivar zu berufen sowie die Akten und Dokumente zentral unterzubringen. Zu diesem Zweck wurde das frühere Hauptgebäude des Unternehmens Weyersberg, Kirschbaum & Cie. (WKC) angemietet. Mit dem Aufbau des Archivs wurde Richard Erntges (1890–1968) beauftragt, der zwar keine fachspezifische Ausbildung hatte, aber mit Hilfe von sogenannten „Fürsorgearbeitern“ diese Aufgabe innerhalb von zwei Jahren „in glänzender Weise“ meisterte. Zum Jahreswechsel 1940/41 erfolgte der Umzug des Archivs in das ehemalige Kloster Gräfrath; ein Teil der Dokumente musste im Laufe des Zweiten Weltkriegs in Luftschutzbunkern untergebracht werden.
1946 wurde in dem Klostergebäude ein Altenheim eingerichtet, und die Archivräume wurden in nicht beheizbare Räume des Klosters verlegt, erst 1950 wurde dort eine Heizung installiert. Leiter von Archiv und Stadtbücherei war bis 1954 Martin Schäfer (1890–1982), unter dessen Nachfolger Kurt Hartwig (1900–1962) Archiv und heimatkundliche Abteilung der Bücherei zusammengelegt wurden. Die ihm folgenden drei Leiter des Archivs waren alle keine ausgebildeten Archivare, sondern Beamte aus der Verwaltung. Von 1953 bis 1970 war die Bildhauerin Lies Ketterer in Teilzeit im Archiv beschäftigt. Erst 1974 wurde mit Aline Poensgen (* 1940) erstmals eine ausgewiesene Archivarin Chefin des „Gedächtnisses der Stadt“, die diesen Posten bis 2003 innehatte. Bis zu ihrem Amtsantritt waren die Räumlichkeiten des Archivs so beengt, dass aus Platzmangel immer wieder historisch wertvolle Dokumente vernichtet worden waren.
1987 zog das Stadtarchiv aus dem Kloster Gräfrath in das ehemalige Betriebsgebäude der Stadtwerke Solingen im Stadtteil Höhscheid, um Platz für das Deutsche Klingenmuseum zu schaffen. Dadurch konnte der bisherige Platz auf das Doppelte (1600 Quadratmeter) vergrößert werden. Beim Umzug wurden drei Regalkilometer Archivalien transportiert, die im neuen Domizil bis 2012 auf die doppelte Länge anwuchsen. Seit 2003 wird das Archiv von Ralf Rogge (* 1958) geleitet; es hat rund 20 Mitarbeiter (Stand 2018).

## Bestände

### Archivbestände
Die Archivbestände bestehen aus mehreren Abteilungen. Das historische Archiv umfasst unter anderem Dokumente der Stadt Solingen von 1493 bis 1858, das Archiv der „Freiheit Gräfrath “ (1642 bis 1879) sowie Dokumente aus Handel und Gewerbe (1640 bis 1927). In den Beständen „städtischer Provenienz“ (ab 1808) befinden sich auch Dokumente der früheren selbständigen Städten und Gemeinden wie etwa Burg an der Wupper, Dorp, Höhscheid, Ohligs und Wald. Unter den Nachlässen befinden sich etwa Unterlagen von Friedrich Hermann de Leuw, Carl Friedrich Goerdeler, Ludwig Czimatis, Emil Kronenberg, Walther Schulte vom Brühl und Ernst Martin Walsken.

### Bibliothek
1954 übernahm das Archiv von der Stadtbücherei deren gesamte, über 6000 Bände umfassende heimatkundliche Abteilung. Seit 1926 wurden die Buchbestände und -erwerbungen der Solinger Abteilung des Bergischen Geschichtsvereins (gegründet 1925) in die heimatkundliche Bibliothek integriert. Durch Ankauf (Neuerscheinungen und antiquarische Bücher), Tausch, Schenkungen (z. B. der Fa. Zwilling J. A. Henckels), aus Nachlässen und von Schulen, insbesondere der 1902 gegründeten Fachschule für Metallgestaltung, wird die Bibliothek ständig ausgebaut und ergänzt.
Die Bibliothek umfasst bei einem Gesamtbestand von rund 65.000 Bänden 220 Titel, die vor 1800 erschienen sind. Rund 2100 Bände stammen aus dem 19. Jahrhundert, überwiegend orts- und landeskundliche Zeitschriften und Reihen sowie periodisch erscheinende Berichte mit rund 80 Titeln und 800 Bänden.

### Bildarchiv
Der Bestand des Bildarchivs besteht aus rund 230.000 Abbildungen zur Stadtgeschichte Solingens und seiner Einwohner.

### Goldberg-Stube
Am 11. September 1955, dem Tag der Heimat, übernahm die Stadt Solingen die Patenschaft über den schlesischen Kreis Goldberg. Die Stadt Solingen verpflichtete sich, unter anderem im Stadtarchiv einen Ort für die Sammlung Goldberger Archivalien und Erinnerungsstücke zu schaffen. Die Sammlung in der „Goldberg-Stube“ wird regelmäßig durch Leihgaben und Schenkungen vergrößert.

### Besonderheiten
Im Benutzerraum des Stadtarchivs befindet sich eine Vitrine mit dem offiziellen Modell (Maßstab 1:100) des Schiffes Solingen der Werft Flender-Werke aus der Solingen-Klasse und kann dort besichtigt werden.

## Ausstellungen
- 2011: Stolpersteine
- 2018: Frauen 68

## Leiter des Archivs
- 1926–1928: Georg Kemp (1891–1928)
- 1929–1936: unbesetzt
- 1937–1945: Richard Erntges (1890–1968)
- 1948–1954: Martin Schäfer (1890–1982)
- 1955–1962: Kurt Hartwig (1900–1962)
- 1962–1964: Hans Brangs (1899–1972)
- 1964–1969: Louis Scherr (1906–1969)
- 1969–1974: Heinz (Heinrich) Löbbers (1909–1985)
- 1974–2003: Aline Poensgen (* 1940)
- seit 2003-0: Ralf Rogge (* 1958)

## Publikationen als Herausgeber oder Verlag (Auswahl)
- Dagmar Thiemler: Zeitungen im Solinger Stadtarchiv. Ein Bestandsverzeichnis /. Stadtarchiv Solingen, Solingen 1984.
- Johannes Motz: Solingen im 1. Weltkrieg. Dokumentation /. Hrsg.: Bergischer Geschichtsverein, Abt. Solingen. Stadtarchiv Solingen, Solingen 1984.
- Jochem Putsch: Vom Handwerk zur Fabrik. Ein Lese- u. Arbeitsbuch zur Solinger Industriegeschichte. Stadtarchiv Solingen, Solingen 1985.
- Ralf Stremmel: Politische Plakate 1870–1960. Aus den Beständen des Stadtarchivs Solingen. Stadtarchiv Solingen, Solingen 1992, ISBN 978-3-928956-00-0.
- Paul Meuter/Ralf Rogge: Lebenserinnerungen eines Solinger Kommunisten / Paul Meuter. Stadtarchiv Solingen, Solingen 1992.
- Wilhelm Bramann: Coppel. Geschichte einer jüdischen Familie in Solingen 1770–1942. Stadtarchiv Solingen, Solingen 1994, ISBN 978-3-928956-05-5.
- Ralf Rogge/Karl Theodor Haanen: Solingen im Bombenhagel. 4. und 5. November 1944. Wartberg, Gudensberg-Gleichen 2004, ISBN 978-3-8313-1282-5.
- Ralf Rogge/Armin Schulte/Kerstin Warncke: Solingen. Großstadtjahre 1929–2004. Wartberg, Gudensberg-Gleichen 2004, ISBN 978-3-8313-1459-1.
- Ursula Kosinski: Motorisierung in Solingen 1900–1945. Von Automobilen, Motorrädern und Rennfahrern. Stadtarchiv Solingen, Solingen 2005, ISBN 978-3-928956-14-7.
- Ursula Kosinski: Motorsport 1945–2005. Von Solinger Automobilclubs und Motorsportlern auf zwei und vier Rädern. Stadtarchiv Solingen, Solingen 2007, ISBN 978-3-928956-16-1.
- Jörg Becker (Hrsg.): Kino, Heimat, Solingen. Über die Glanzzeit des Kinos. Stadtarchiv Solingen, Solingen 2010, ISBN 978-3-928956-18-5.
- Reihe: Anker und Schwert. Aus Vergangenheit und Gegenwart der Stadt Solingen. Duisburg. Ab 1959.
- Reihe: Obligationsprotokolle des Gerichts für das Amt Solingen. Solingen. Ab 2011.